# Lévis-Saint-Nom
Lévis-Saint-Nom – miejscowość i gmina we Francji, w regionie Île-de-France, w departamencie Yvelines.
Według danych na rok 1990 gminę zamieszkiwały 1593 osoby, a gęstość zaludnienia wynosiła 193 osób/km² (wśród 1287 gmin regionu Île-de-France Lévis-Saint-Nom plasuje się na 535. miejscu pod względem liczby ludności, natomiast pod względem powierzchni na miejscu 469.).